# Mothra (stella)
EMOJ041608.838−240358.60 (dove con l'acronimo "EMO" si intende "Extremely Magnified Object") è probabilmente un sistema stellare binario situato nella costellazione dell'Eridano a 10,4 miliardi di anni luce, avente un redshift di {\displaystyle z=2,091}. È stato rilevato sfruttando il fenomeno della lente gravitazionale generata dal cluster di galassie MACS J0416.1−2403 (MACS0416).

## Somiglianza con la stella Godzilla
Alcune osservazioni e studi suggeriscono che Mothra può essere meglio descritta come un sistema binario. In particolare, sarebbe composto da due stelle supergiganti: una supergigante blu con una temperatura effettiva di 14.000 K e una supergigante più fredda di 5.000 K. In particolare quella più fredda si tratterebbe, più precisamente, di una supergigante gialla (non sarebbe una supergigante rossa perché con quest'ultimo termine, in genere, si definiscono stelle supergiganti aventi una temperatura superficiale inferiore ai 4.100°K, mentre le stelle supergiganti aventi una temperatura superficiale tra 4.000 e 7.000°K sono classificate come supergiganti gialle). Le due stelle sono molto simili alla stella Godzilla e ciò risiede nel fatto che entrambe sono stelle estremamente lontane, luminose e risultano ingrandite. Si ritiene che il sistema Mothra sia fortemente ingrandito da una sottostruttura non direttamente rilevabile e con una massa dell'ordine delle galassie nane. Il solo effetto delle microlenti non possono spiegare le osservazioni di questo oggetto effettuate con il telescopio spaziale Hubble. Si ipotizza perciò che l'effetto di ingrandimento non sia dovuto a una microlente, ma a un oggetto con una massa di almeno 104 masse solari (con un massimo di 2.5×106). A causa del suo estremo ingrandimento, è stata inserita ufficialmente nel catalogo EMO e nella categoria delle stelle "kaiju" (cioè stelle "mostro" estremamente luminose e ingrandite).